# Никола Николов (архитект)
Вижте пояснителната страница за други личности с името Никола Николов.
Никола Николов е български архитект.

## Биография
Роден на 26 януари 1924 г. в Нова Загора. Завършва „Архитектура“ във Висшето техническо училище в София през април 1949 г.
Периодът на неговото „чиракуване“ продължава до 1956 г. последователно при арх. Георги Овчаров (до 1955 г.) и при арх. Иван Васильов (1955 – 1956). Под ръководството на арх. Овчаров участва в разработване на проекти: „Културен дом в с. Бухово“, „Архитектурно оформление на Дунав мост" (1953 – 1954) и др.
Самостоятелната му архитектурна практика започва през 1957 г., когато става главен архитект на бъдещия курортен комплекс Слънчев бряг край Несебър. До края на живота си през 1996 г. арх. Николов е автор на редица както архитектурни, така и градоустройствени проекти. Той е работил по генералния план на Слънчев бряг, възстановяването на средновековния облик на Несебър, централната част на Велико Търново и централната част на София.
Списъкът с авторски архитектурни реализации на арх. Николов е богат и разнообразен, както в мащабно, така и в типологично отношение. В него могат да се намерят жилищни, музейни, изложбени сгради, а така също и паметници. Самият арх. Николов поставя Паметника на Незнайния воин в София на първо място в авторската си класация на реализациите, които ще останат най-дълго във времето.

## Проекти
- ресторант „Казино“, Слънчев бряг, 1958 г.
- хотел „Глобус“, Слънчев бряг, 1958 г.
- хотел „Пирин“, Слънчев бряг, 1961 г.
- хотел „Созопол-Несебър“, Слънчев бряг, 1964 г.
- хотел „Европа“, Слънчев бряг, 1964 г.
- грандхотел „Велико Търново“, 1967 г.
- Пантеон на възрожденците, Русе, 1978 г.
- Паметник на Незнайния воин, София, 1980 г.
- Национална галерия за чуждестранно изкуство, София, 1980 г.
- Градска художествена галерия, Велико Търново, 1983 г.

Както великотърновската градска галерия, така и Националната галерия за чуждестранно изкуство са адаптации на съществуващи сгради към нова функция. Това обяснява тяхното ярко стилово различие с останалите творби на Никола Николов.